# 麦島善光
麦島 善光（むぎしま よしみつ、1936年（昭和11年）7月14日 - ）は、日本の実業家、学校法人理事長。長野県西筑摩郡（現・木曽郡南木曽町）出身。

## 概要

### 実業家
1958年、22歳で麦島建設を設立。1972年、ユニホーを設立。2004年、ZENホールディングスを設立。2015年3月、株式会社ZENホールディングス代表取締役会長兼社長、株式会社ユニホー代表取締役会長、麦島建設代表取締役会長兼社長を退任した。

### 学校法人理事長

#### 学校法人理知の杜
長野県松本市の創造学園高等学校を経営する学校法人創造学園理事長に就任。2018年4月、学校法人創造学園を学校法人理知の杜に名称変更、創造学園高等学校を松本国際高等学校に校名変更し、JR篠ノ井線村井駅前に新校舎を建築し移転。同年10月、愛知県岡崎市に岡崎日本語学校を開校。2019年4月、愛知県豊橋市に豊橋日本語学校を開校。2021年4月、岡崎市に理知の杜ビジネス専門学校を開校、宮城県仙台市青葉区に理知の杜日本語学校仙台校を開校、松本国際高等学校に松本国際中学校を併設開校。同年10月、東京都墨田区両国に理知の杜日本語学校東京校を開校。2022年4月、北海道函館市に理知の杜日本語学校函館校を開校。

### 明浄学院事件
2019年12月の学校法人明浄学院の理事会で1月11日付で麦島を理事長にすると決議された。だが学校法人としては1月13日の理事会で明浄学院高等学校校長である奥田貴美子を理事長に選任して就任したと異なった発表がされた。これに対して麦島は内規に反し無効であるとの訴えを起こす。大阪地方裁判所は3月6日、新理事長ら7人の職務を停止する仮処分を決定した。8月20日、明浄学院高等学校は学校法人明浄学院から分離する形で、学校法人藍野大学が経営することとなり、大阪観光大学のみが残る学校法人明浄学院（現学校法人大阪観光大学）の理事長には今後、麦島が就任することが決定した。